# Savonlinna
Savonlinna je město na jihovýchodě Finska, sídlo stejnojmenné obce v provincii Jižní Savo. Rozkládá se na ostrovech jezerního systému Saimaa 335 km severovýchodně od Helsinek. Město má přibližně 32 tisíc obyvatel a patří tak do čtvrté desítky pořadí největších finských měst.

## Historie
V roce 1475 založil na strategickém místě Erik Axelsson pevnost Olavinlinna, pojmenovanou po svatém Olafovi. Osada v podhradí dostala roku 1639 městská práva a název Savonlinna (finsky Pevnost v kraji Savo), švédsky Nyslott (Nová pevnost). Roku 1743 město zabrali Rusové, v roce 1812 je jako součást území zvaného Staré Finsko připojili k Finskému velkoknížectví. Součástí nezávislého Finska se Savonlinna stala roku 1918, za zimní války silně utrpěla sovětským bombardováním. V roce 1973 k ní bylo jako nová městská část připojeno městečko Sääminki, roku 2009 Savonranta a roku 2013 Kerimäki a Punkaharju.

## Současnost
Město je obklopeno převážně lesy, s tím souvisí i jeho ekonomika: firmy UPM-Kymmene a Andritz se zabývají zpracováním dřeva a výrobou papíru. Savonlinna je také vyhledávaná turisty díky množství parků i stavebních památek, jako je hrad, novogotická luteránská katedrála, největší dřevěný kostel na světě v Kerimäki, muzeum lodní dopravy nebo muzeum ikon. Na hradě se každoročně od roku 1967 koná významný mezinárodní Savonlinnský operní festival. Město hostí každoročně mistrovství světa v hodu mobilním telefonem. Sídlí zde hokejový klub SaPKo (Savonlinnan Pallokerho), který hraje druhou nejvyšší finskou ligu Mestis, mezi jeho odchovanci je např. Tuukka Rask. Savonlinna je jedním ze tří sídel Univerzity Východního Finska. Nedaleko se nachází národní park Linnansaari, kde žije vzácný endemický poddruh tuleně kroužkovaného.

## Partnerská města

### Partnerství mezi radnicemi
- Detmold, Německo
- Kalmar, Švédsko
- Toržok, Rusko

### Partnerství na úrovni nevládních organizací
- Árborg, Island
- Arendal, Norsko
- Silkeborg, Dánsko